# Бомбардировка Бухареста
Бомбардиро́вка Бухаре́ста — серия авианалётов британской и американской авиации на Бухарест в 1944 году в ходе Второй мировой войны.
Наиболее масштабный авианалёт на город состоялся 4 апреля, когда 449-е звено американских бомбардировщиков B-24 разбомбило северо-запад Бухареста. В ходе этой бомбардировки погибло 5000 человек.
15 апреля состоялся ещё один менее масштабный британский авианалёт на город, во время которого были использованы зажигательные бомбы.
Позже на Бухарест в ходе операции «Tidal Wave» было совершено ещё несколько союзнических авианалётов, главными целями которых стали нефтяные хранилища и очистительные заводы.
Последней бомбардировке город подвергся со стороны люфтваффе во время государственного переворота короля Михая I.

## Авианалёты
| Дата                  | Основные цели                   | Описание |
| --------------------- | ------------------------------- | --- |
| 1944-04-04            | Железнодорожный узел            | 28 B-24 с авиабаз в районе Гротталье атаковали Тырговиште и Снагов около 14-00. Основной целью являлся железнодорожный сортировочный узел Бухареста и район северного вокзала. Сильный ветер и жаркая погода не позволили выполнить прицельное бомбометание с большой высоты и основной удар пришёлся по жилым кварталам северо-западной и центральной части Бухареста. Сотни зданий были разрушены, более 5 000 человек мирного населения пострадало. Огромный ущерб был нанесён исторической застройке города. Было разрушено одно бомбоубежище. Потери нападавших составили 7 B-24, ещё 13 самолётов получили серьёзные повреждения                                                                            |
| 1944-04-15            | Железнодорожный узел            | Бомбардировщики B-24 атаковали сортировочную железнодорожную станцию «Chitila». Но из-за сильной облачности достоверно оценить результаты бомбардировки не удалось. По данным из других источников было разрушено здание Университета Бухареста:190 |
| 1944-06-10            | Нефтяные месторождения, Плоешти | Для авианалёта были задействованы самолёты P-38. Они больше подходили для атаки с малых высот, чем бомбардировщики Б-24. Б-24 оказались малоэффективны при использовании средствами ПВО дымовых завес и маскировки. Самолёты вылетели с авиабазы Фоджа в Италии и атаковали нефтяные промыслы в Плоешти. Потери при атаке составили 23 самолёта и были признаны приемлемыми, по отношению к потерям при предыдущих авианалётах. |
| 1944-06-28            | Нефтеперерабатывающие заводы    | Бомбардировке подверглись НПЗ «Prohava Petrolul» и «Titan Oil». |
| 1944-08-17/18         | Нефтеперерабатывающие заводы    | Рейд был направлен на уничтожение оставшихся нетронутыми нефтеперерабатывающих заводов. Первоочередной целью для рейда был нефтеперерабатывающий завод «Standard Oil», но он был успешно атакован в течение дня американскими лётчиками и в 16:00 было принято решение об атаке НПЗ «Xenia». В атаке участвовало 78 самолётов. Из них 22 самолёта вернулись на базу из-за механических повреждений, 3 выполнили аварийные посадки на маршруте, и 3 пропали без вести. Оставшиеся самолёты достигли цели и сбросили 86 тонн бомб, но из-за сильной системы ПВО и задымлённости точно поразить намеченные цели не удалось. В дополнение к этому бомбардировщики были атакованы немецкими самолётами Ju 88 и Me 109. |
| 1944-07-31            | Нефтеперерабатывающие заводы    | Два НПЗ в Бухаресте, один в Дойчешты и нефтехранилище в Тырговиште были подвергнуты бомбардировке. |
| 1944-08-06            | Железнодорожный узел            | 60 штурмовиков, взлетевших с советских аэродромов, атаковали сортировочную станцию Бухареста и другие железнодорожные объекты, после чего совершили посадку на авиабазах в Италии. |
| 1944-08-23/24 и 24/25 | Центр Бухареста                 | Бомбардировщики Люфтваффе с аэродрома в городе Отопень атаковали Бухарест две ночи подряд, пока их место базирования не было уничтожено авиацией антигитлеровской коалиции. В ходе налётов были разрушены многие здания в центре города, в том числе Национальный театр. Здания Королевского дворца, Дворца Виктории и Румынского Атенеума были серьёзно повреждены. Во время бомбардировок также пострадал Бухарестский ботанический сад. |

## Фотогалерея

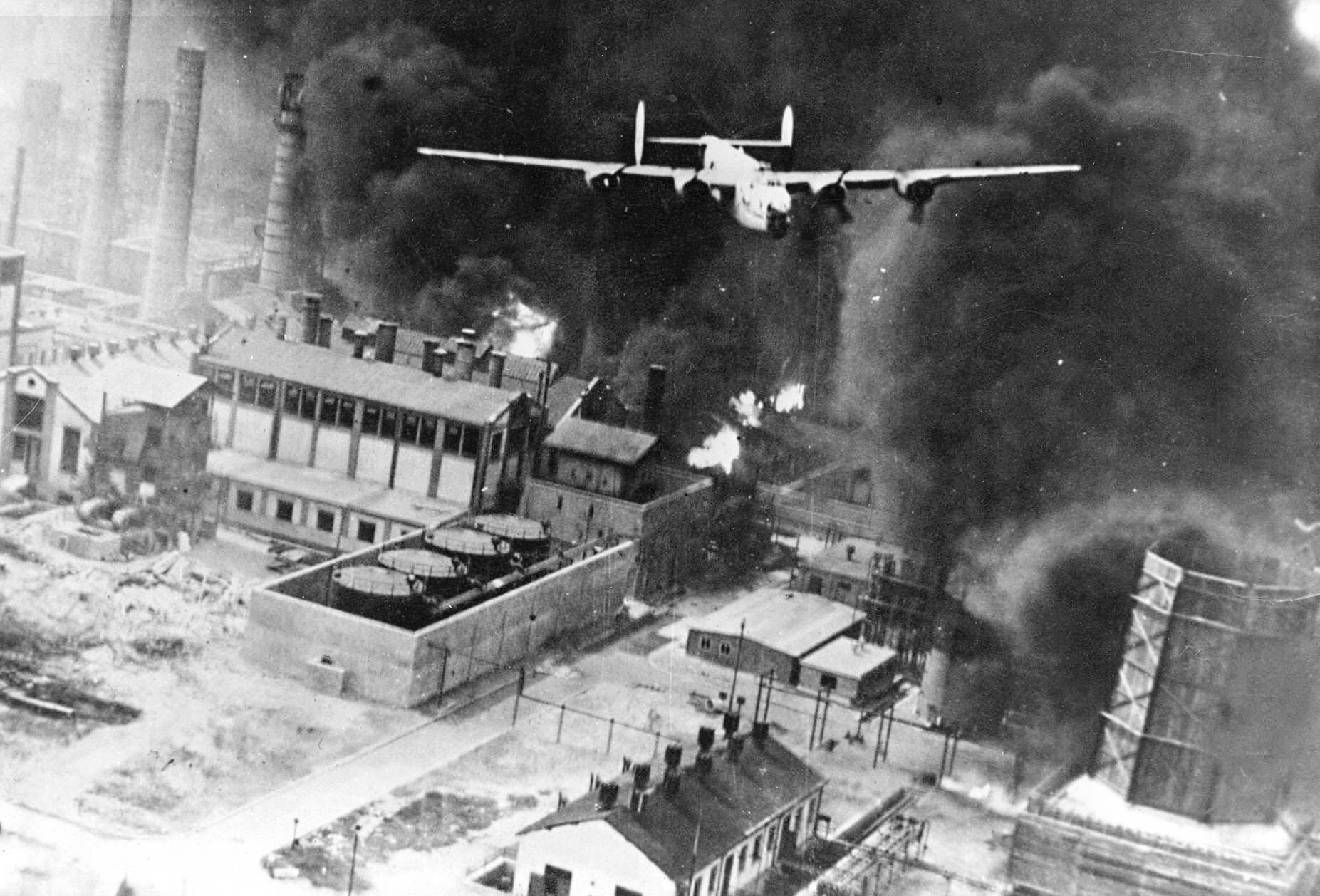
Бомбардировщик B-24 над горящим НПЗ в Плоешти, Румыния, 1 августа 1943 года
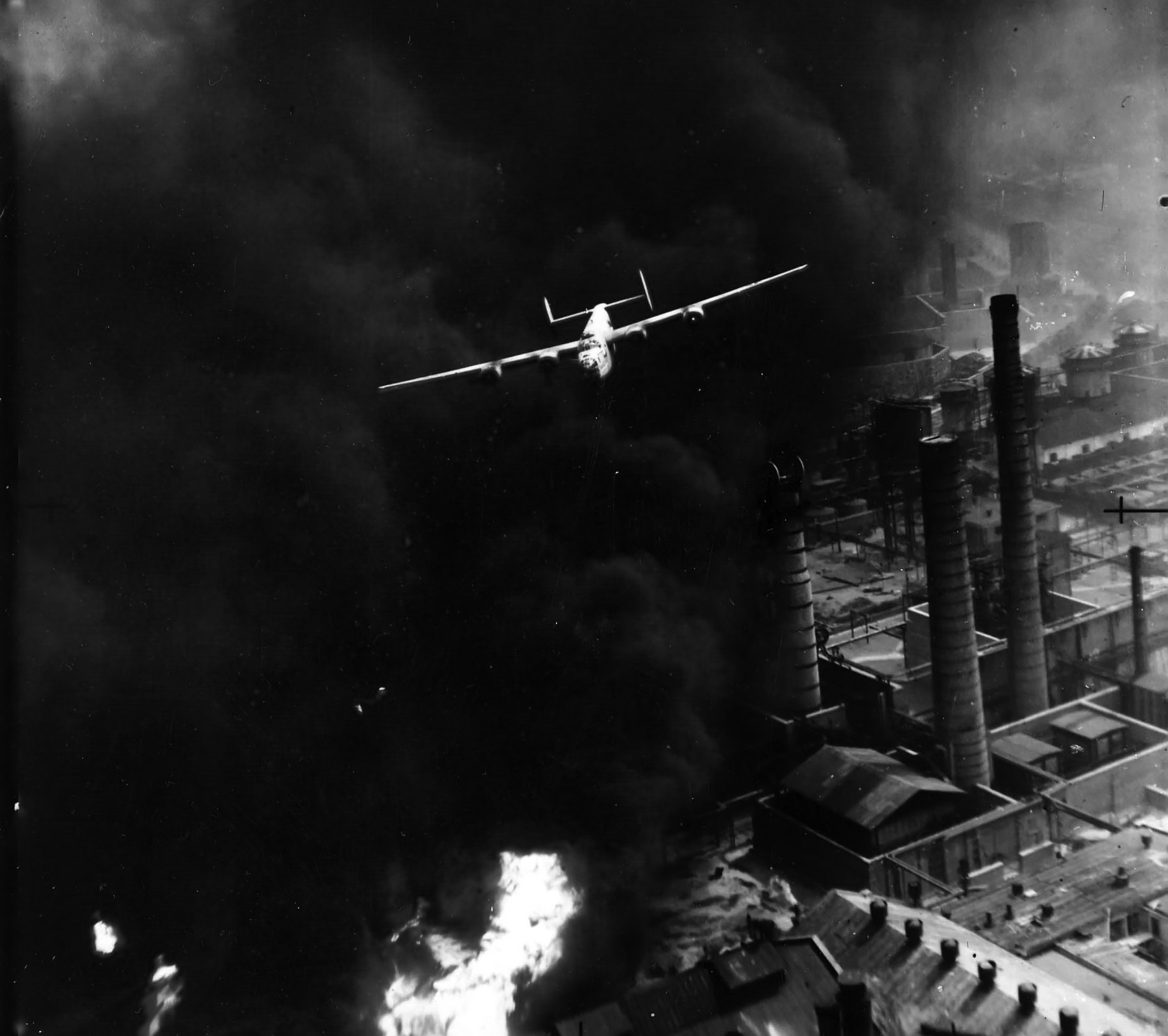
B-24, пилотируемый Робертом Стернфилсом, на фоне пожара в ходе операции «Tidal Wave».
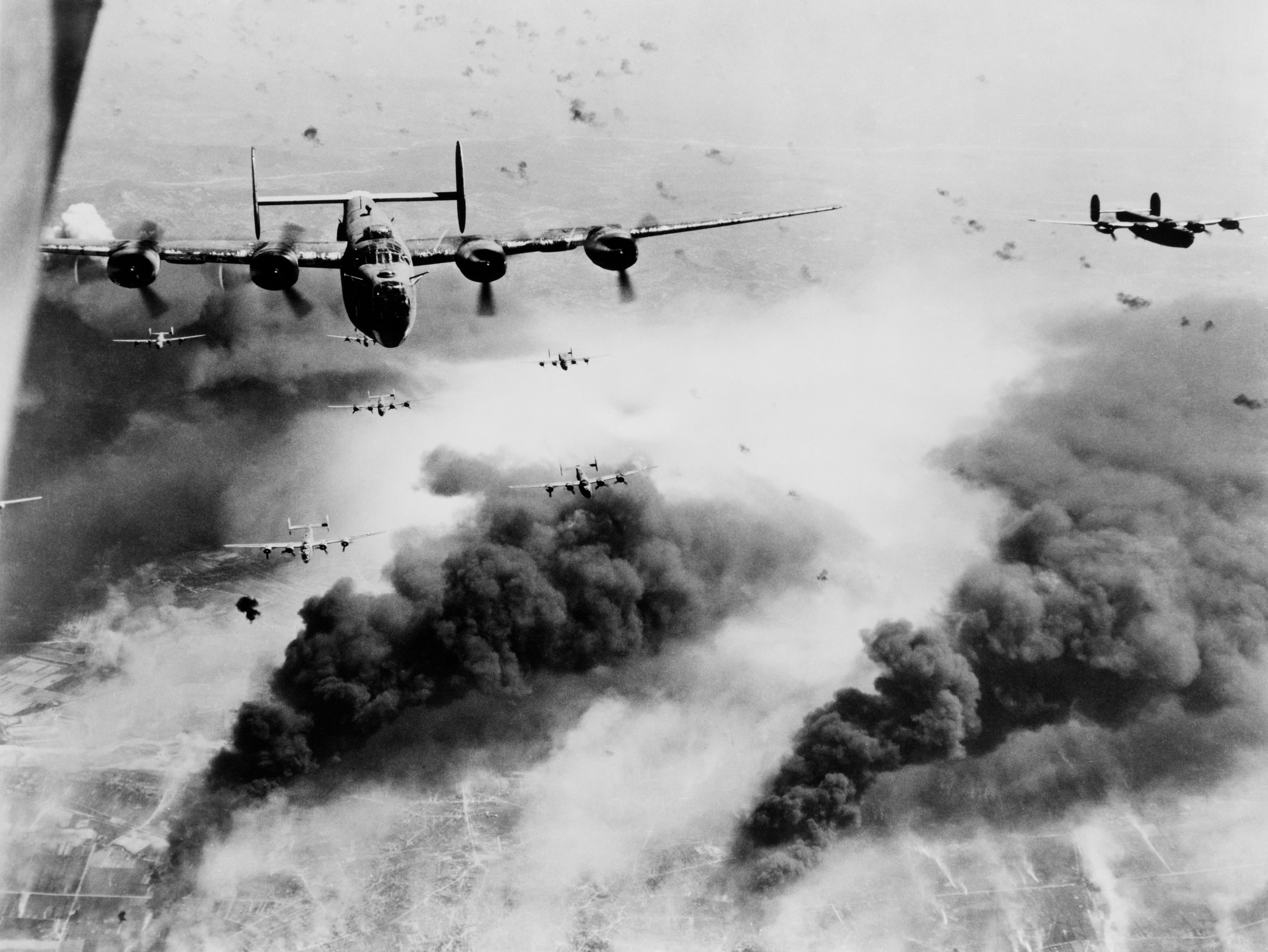
Бомбардировщики B-24 после очередного налёта на Плоешти, Румыния
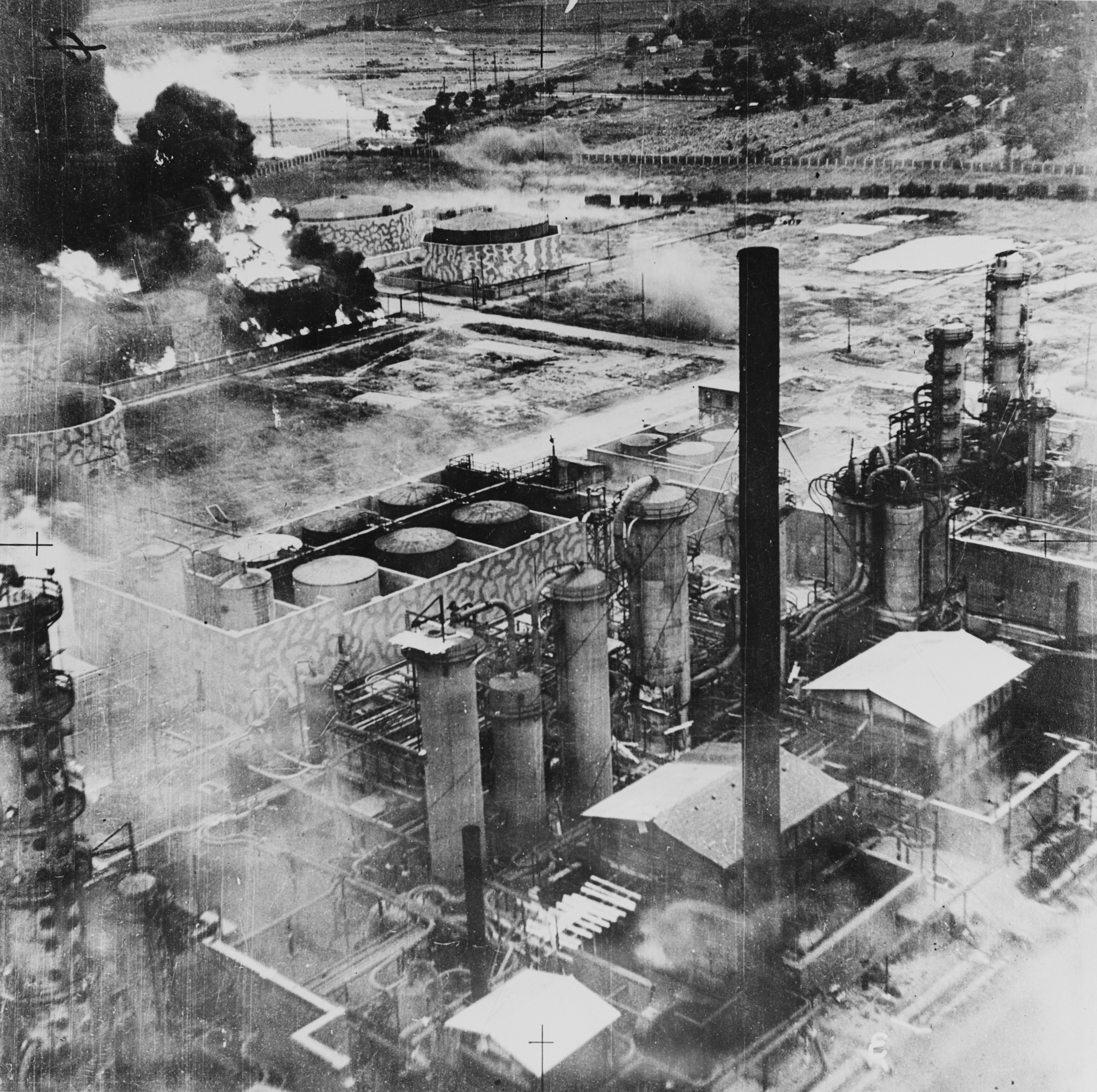
Горящие нефтехранилища после налёта американских бомбардировщиков B-24
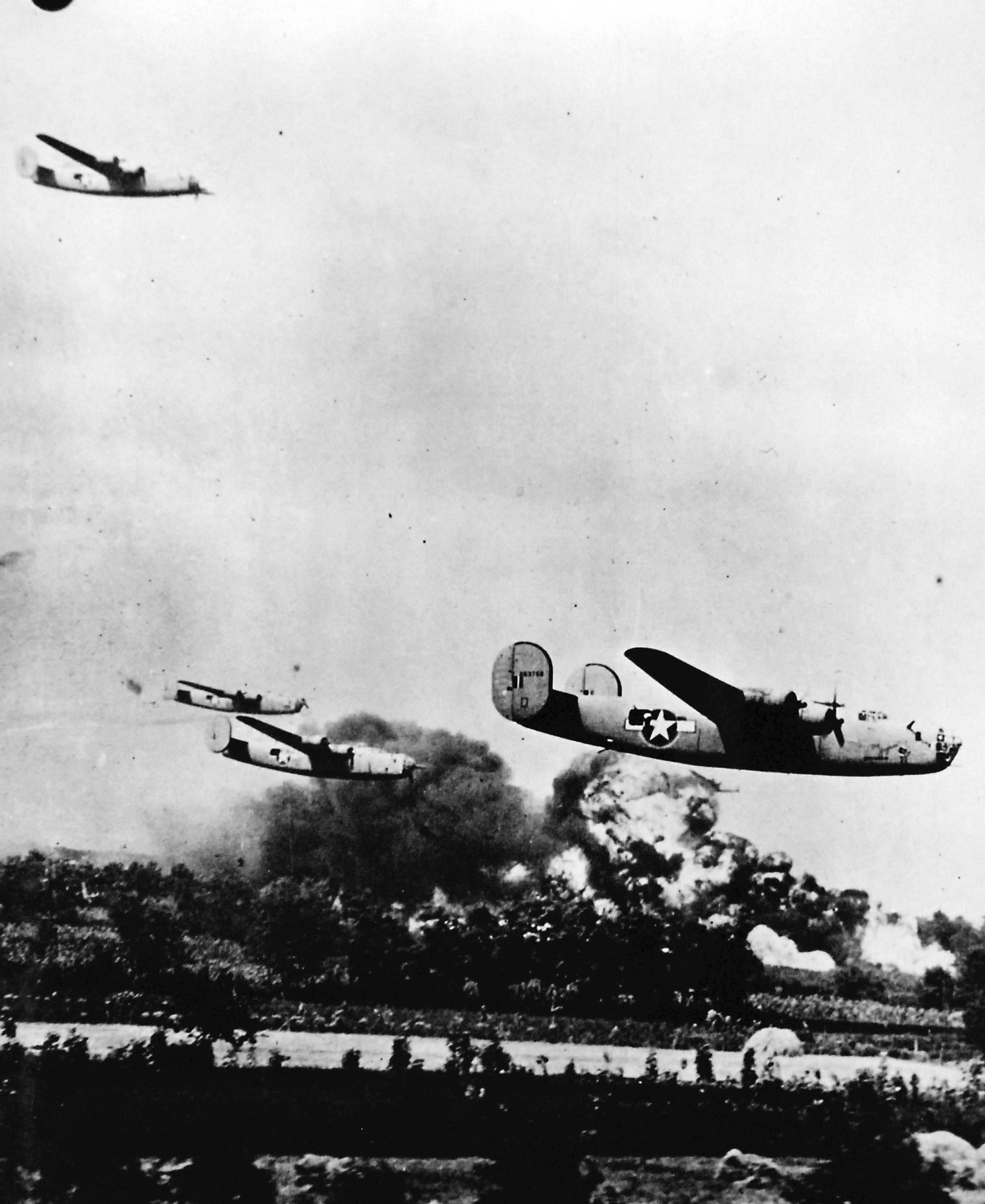
Бомбардировщики B-24 готовятся атаковать НПЗ с низкой высоты в Плоешти, Румыния, 1 августа 1943 года